# دانشگاه سابانجی
دانشگاه سابانجی (ترکی استانبولی: Sabancı Üniversitesi) یک دانشگاه در ترکیه است که در فاصله ۴۰ کیلومتری از مرکز شهر استانبول واقع شده‌است. این دانشگاه در سال ۱۹۹۴ میلادی تأسیس شده‌است و اولین دوره تحصیلی آن در ۲۰ اکتبر ۱۹۹۹ آغاز شد.

## تحصیل
دانشگاه سابانجی از سه دانشکده و یک مدرسه زبان تشکیل شده‌است که عبارتند از:
- دانشکده هنر و علوم اجتماعی
- دانشکده علوم طبیعی و مهندسی
- دانشکده مدیریت
- مدرسه زبان

## رتبه‌بندی
بر اساس رتبه‌بندی دانشگاه‌های جهان در آموزش عالی توسط موسسهٔ تایمز در سال ۲۰۱۹، دانشگاه سابانجی ترکیه در میان ۴۰۰ دانشگاه برتر جهان قرار دارد، در حالی که براساس نظامِ رتبه‌بندی QS در سال ۲۰۱۹، این دانشگاه در میان ۵۱۰ دانشگاه برتر دنیا قرار دارد و رتبه سوم را در بین دانشگاه‌های ترکیه از آن خود کرده‌است.
این دانشگاه در سال ۲۰۲۳ موفق شد تا رتبه ۳۵۱ تا ۴۰۰ را در میان دانشگاه‌های جهان کسب کند.

## برنامه توسعه پایه
آزمون سنجش زبان انگلیسی از دانشجویانی که از طریق کنکور وارد دانشگاه شده‌اند به عمل می‌آید. دانشجویانی که در آزمون سنجش زبان فادر به کسب موفقیت نمی‌شوند وارد مدرسه زبان شده و به صورت فشرده زبان انگلیسی و ترکی می‌خوانند. دانشجویانی که با موفقیت آزمون را پشت سر می‌گذارند می‌توانند سال اول تحصیلی خود را آغاز نمایند. تمامی دانشجویان در مقطع کارشناسی در سال اول تحصیلی به مدت دو ترم درسهای ذیل را می‌گذرانند:
- انسان و جامعه
- تاریخ انقلاب
- زبان و ادبیات ترکی
- طبیعت و علم
- ریاضی
- زبان انگلیسی

## کارشناسی ارشد و دکتری
در ترکیه برای ورود به دانشگاه در مقطع کارشناسی ارشد و دکتری جهت متقاضیان خارجی کنکور وجود ندارد. در دانشگاه سابانجی جهت پذیرش در هر رشته تعدادی اسناد و مدارک از جمله مدرک تافل (TOEFL) و GRE با کمترین نمره مورد نیاز برای این مدارک تعیین گردیده‌است. مدارک مورد نیاز می‌بایست در بازه زمانی تعیین شده برای دانشگاه ارسال گردند. پس از ارزیابی مدارک از متقاضیان واجد شرایط برای یک آزمون کتبی یا مصاحبه دعوت به عمل خواهد آمد. سپس هیئت داوران در مورد پذیرش دانشجو تصمیم نهایی را صادر کرده و این تصمیم کتباً به دانشجو اعلام خواهد شد.

## کمپ (محیط دانشگاه)

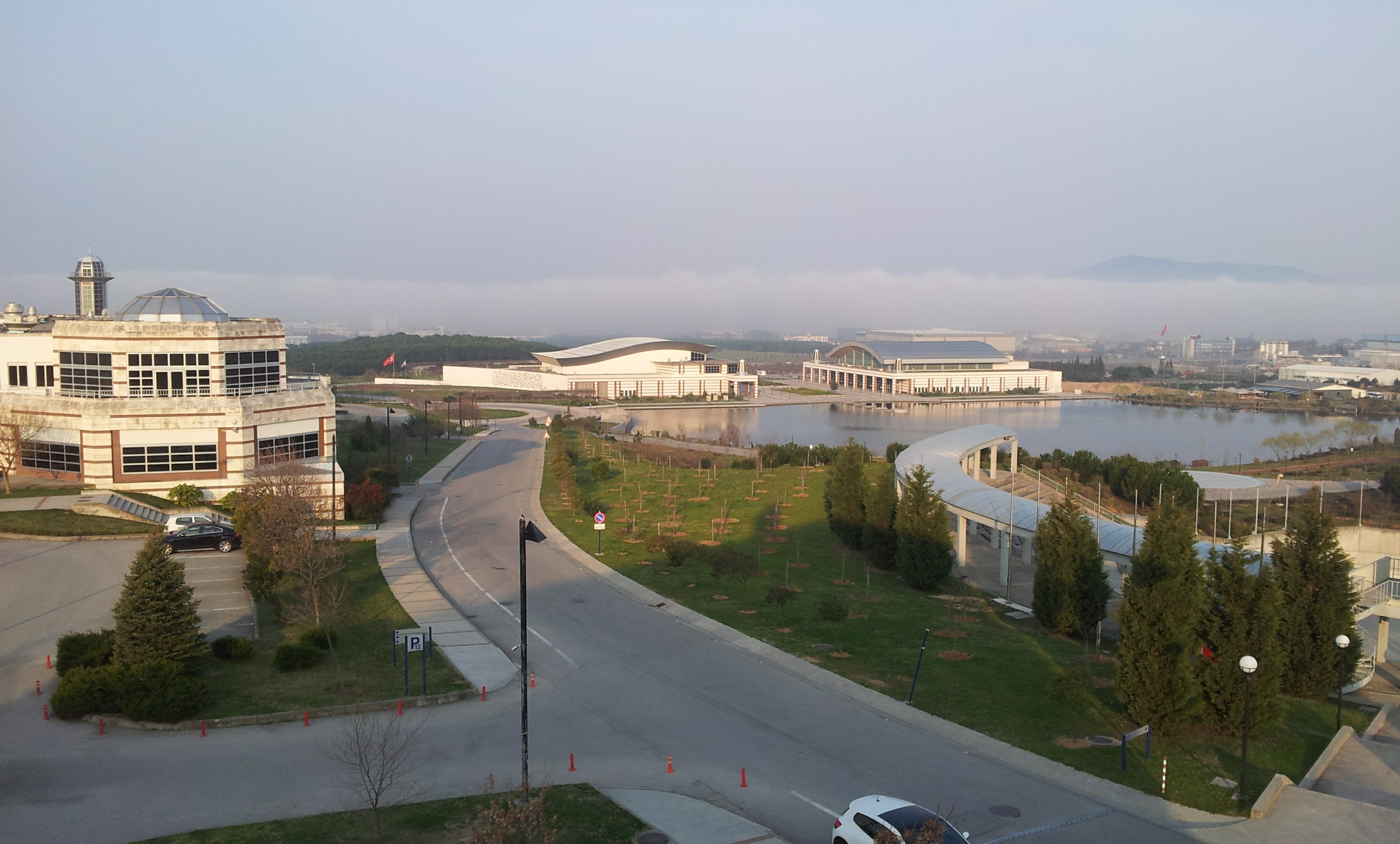
نمای بیرونی خوابگاه‌ها

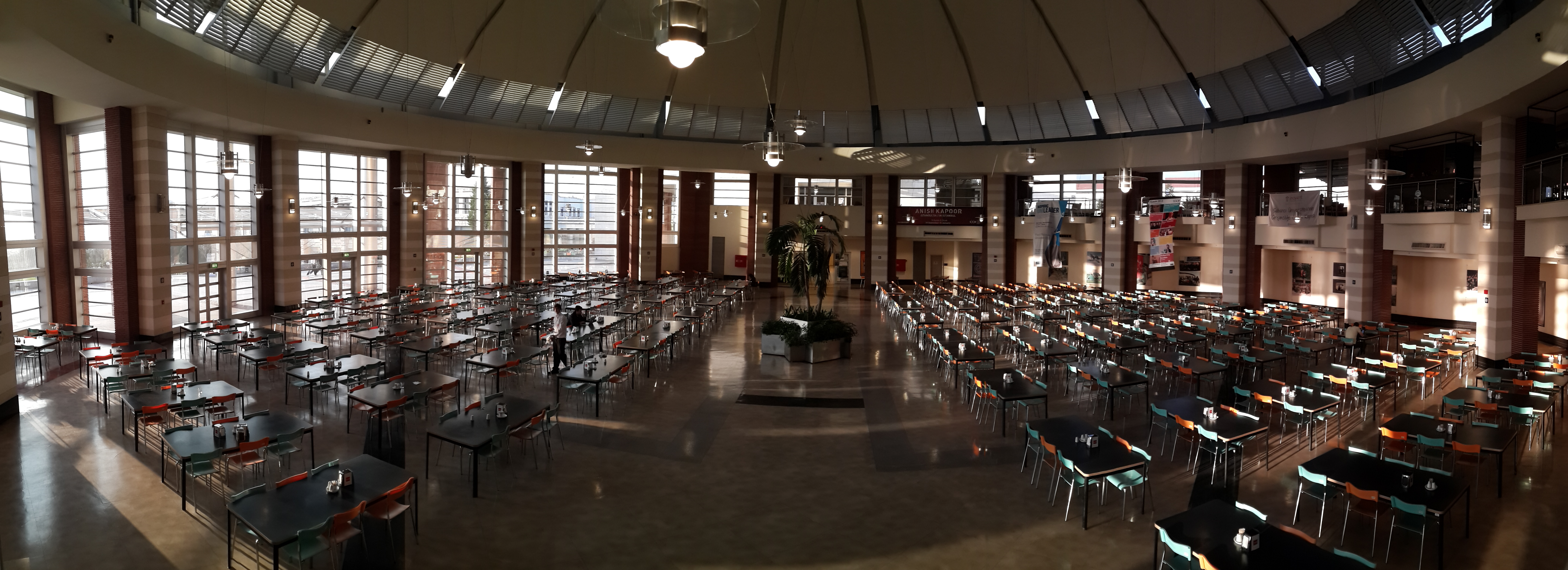
منظره پانورامیک سالن غذاخوری

کمپ اصلی دانشگاه در ۱۵ کیلومتری شرق استانبول، در منطقه توزلا (Tuzla) قرار گرفته‌است. مساحت کمپ ۱۳۵۳۰۰۰ مترمربع و شامل سه بخش است. سمت شمالی کمپ شامل خوابگاه‌های دانشجویی، مرکز بهداشت، مرکز ارتباط و سوئیت‌های استادان می‌باشد. دانشکده‌ها و دفتر رئیس دانشگاه در قسمت مرکزی کمپ قرار گرفته‌است. در سمت جنوب غربی دانشگاه سالن ورزشی، مرکز نمایش، دریاچه مصنوعی، رستوران، زمین فوتبال و پیست پیاده‌روی جای گرفته‌است.